# Dark Lotus
Dark Lotus – amerykańska supergrupa hip-hopowa powstała w 1998 w Detroit, Michigan.

## Historia
Historia grupy sięga roku 1998, gdy niedługo po dołączeniu Twiztid do Psychopathic Records, zaczęły się wzmianki o projekcie mającym nosić nazwę Dark Lotus.
Wkrótce potem ogłoszono, że „będzie to najmroczniejszy materiał jaki Psychopathic Records do tej pory wydało” oraz że w skład grupy wchodzić będą Violent J i Shaggy 2 Dope z Insane Clown Posse, a także Jamie Madrox i Monoxide z Twiztid.
Z powodu przekładania terminu rozpoczęcia się prac nad nagrywaniem debiutanckiej płyty "Tales From The Lotus Pod" postanowiono, że pierwszy utwór Dark Lotusa pt. "Echoside" znajdzie się na płycie Insane Clown Posse, "The Amazing Jeckel Brothers".
Singiel ten później został wydany w wersji fizycznej w limitowanym nakładzie 1000 sztuk i był sprzedawany tylko jednego dnia, w jednym miejscu w sklepie muzycznym Rock Of Ages w stanie Michigan.
W międzyczasie głoszono, że w skład Lotusa wchodzić będzie w sumie sześć osób, natomiast piątym członkiem okazał się Blaze Ya Dead Homie. Jednakże z powodu nieprzewidzianych okoliczności Blaze opuścił Psychopathic Records.
Jego miejsce miał zastąpić legendarny raper z Detroit, Esham, ale przestał być członkiem grupy, a w tym samym czasie Blaze wrócił do wytwórni i ostatecznie został piątym członkiem grupy.
W 2000 utwór "I Don't Care" znalazł się na płycie dołączonej do komiksu nr 2 z serii "The Pendulum",
31 października 2000 roku została wydana płyta Twiztid "Freek Show". Na płycie pojawił się track zatytułowany "Maniac Killa" z gościnnym udziałem gwiazdy wrestlingu, Vampiro, co z kolei przyniosło spekulacje że to on będzie szóstym członkiem Lotusa.
Zamieszanie wokół nowego członka zrobiło się jeszcze większe po premierze płyty Twiztid, "Cryptic Collection 2", na której udzielił się Anybody Killa w kawałku sygnowanym jako Dark Lotus. Ostatnim członkiem Lotusa okazał się jednak młody raper Marz, którego postanowiono dołączyć do grupy po tym jak zaimponował ICP swoim występem podczas "Bizzar/Bizaar Tour" w pierwszym kwartale 2001 roku.
Psychopathic ogłosiło więc pełny skład grupy oraz informację, że jej członkowie przygotowują się za nagrywanie płyty "Tales from The Lotus Pod". Za produkcję odpowiadać mieli Mike P, Twiztid oraz Mike E. Clark (porzucił projekt po wyprodukowaniu 4 tracków, zastąpił go Fritz The Cat, który dokończył album).
17 lipca 2001 roku podczas drugiej edycji "Gathering Of The Juggalos" wydany został debiutancki album grupy, który został bardzo dobrze przyjęty przez Juggalos.
Po wydaniu płyty ogłoszono, że Marz i Psychopathic Records zakończyli współpracę,
a co za tym idzie, Marz nie jest już członkiem Lotusa.
ICP zaprzeczali jakoby mieli beef z Marzem, twierdząc że praca z nim po prostu przestała się układać, Marz uważał jednak inaczej i w odwecie nagrał diss zatytułowany "The Real Dark Lotus", na który ICP nie odpowiedzieli.
W październiku 2001 w pięcioosobowym składzie Dark Lotus występował podczas trasy "Hatchet Rizing Tour", gdzie podano oficjalną informację, że Anybody Killa został nowym szóstym członkiem oraz że płyta "Tales From The Lotus Pod" będzie wydana ponownie, z tą różnicą, że wersy Marza zostaną skasowane i zastąpione nowymi, dogranymi przez ABK-a.
Przy okazji wznowienia płyty, Violent J skierował do Marza słowa w utworze "Bitch I'm Sexy", zmieniając swój tekst z "Hey yo Marz, man how the fuck do you play these wanna-be Juggalettes?" na "Hey yo Marz, you never was Lotus and you know this BITCH!"
Podczas "Gathering Of The Juggalos" w 2003 roku, Dark Lotus wystąpił ponownie, informując jednocześnie że nagrywają nowy album i zostanie on wydany w 2004 roku, jeszcze przed ukazaniem się ostatniej z serii "6 Kart Jokera" ICP, drugiej części "The Wraith", "Hell's Pit".
Przy okazji, na kompilacyjnym albumie "Psychopathics From Outer Space Part 2" został umieszczony track Lotusa pt. "Graverobbers", a wkrótce potem internet obiegły plotki o rezygnacji Twiztid z grupy oraz o planach odejścia z Psychopathic Records. Wszystko te informacje zdementowano, a premierę nowej płyty zapowiedziano na kwiecień 2004 roku.
6 kwietnia 2004 została wydana płyta "Black Rain". Był to pierwszy 'nowy' Lotus z ABK-em w składzie. Po raz pierwszy też produkcją zajęło się kilku producentów (min. Fritz The Cat, Mike P., The R.O.C., Esham, Lavel), miało to na celu nadanie unikatowego charakteru każdemu utworowi.
Dwa miesiące później utwór pod tytułem "Shock & Awe" znalazł się na płycie Twiztid "Cryptic Collection 3".
W lutym 2006 Anybody Killa niespodziewanie odszedł z Psychopathic Records, stawiając tym samym nowe nagrania Lotusa pod znakiem zapytania.
W 2007 ogłoszono, że następny rok będzie "Rokiem Lotusa" i grupa powróci z nowym materiałem. W międzyczasie 13 listopada 2007 ukazała się trzecia część "Psychopathics From Outer Space", na którym pojawił się utwór "Further Away".
15 kwietnia 2008 przyniósł album "The Opaque Brotherhood". Płyta dotarła min. na czwarte miejsce "Najbardziej Niezależnych Albumów" Billboardu.
Ta sama płyta (z dopiskiem "Rare Deluxe Edition") z dodatkowymi czterema trackami została wydana podczas trasy koncertowej "The Opaque Brotherhood Tour" w sierpniu 2008 i początkowo miała być dostępna tylko i wyłącznie podczas tej trasy, jednak prawdopodobnie ze względu na niską sprzedaż w późniejszym czasie trafiła również do HatchetGear.com.

## Dyskografia

### LP
- Tales From The Lotus Pod (2001)
- Black Rain (2004)
- The Opaque Brotherhood (2008)
- The Mud, Water, Air and Blood (2014)

### Single/EP
- Echoside (singiel)